# Grin (band)
Grin was een Amerikaanse muziekgroep uit Washington D.C onder leiding van Nils Lofgren. De band bracht in haar bestaan vier albums uit in het genre powerpop.
Het trio werd opgericht in 1968 onder de naam Paul Dowell & The Dolphin en bestond naast Lofgren uit Bob Berberich en George Daly. In dat jaar werden ook al eerste opnames gemaakt. Invloeden kwamen van artiesten als The Beatles en Jimi Hendrix.  Later werd de naam van de band gewijzigd in Grin.
Tijdens een optreden in de muziekarena The Cellar Door in Washington in 1970 zag Neil Young Grin spelen. Hij raakte onder de indruk van het gitaarspel van Lofgren en vroeg hem mee te spelen op diens album After the gold rush (1970). Bob Gordon werd ondertussen de vervanger van Daly.
Voor Grin betekende de ontmoeting met Young dat ze in contact kwamen met vooraanstaande mensen uit de muziekindustrie, waaronder David Briggs, Youngs platenproducer gedurende vele jaren. Dankzij Briggs kwam Grin in de gelegenheid vier albums uit te brengen. Tom Lofgren, de broer van Nils, speelde sinds het derde album All out mee als tweede gitarist.
De band kreeg in het algemeen goede recensies voor zijn albums. Het tweede (1+1) wordt wel het beste genoemd en voor het derde (All out) is er lof voor de variatie. Ondanks dat drie albums nog wel nipt de Billboard Album Top 200 wisten te bereiken, was er geen commercieel succes. Als reden hiervoor wordt een tekort aan onderscheidend geluid genoemd, ondanks Lofgrens pianoballads, zijn karakteristieke gitaargeluid, bijval met een akoestische gitaar en soms van een accordeon.
Het lukte de band daarom uiteindelijk niet om door te breken en rond 1973-1975 viel definitief het doek. Lofgren ging daarna solo verder en speelde ook nog zes jaar voor Bruce Springsteen.

## Bezetting
- Nils Lofgren, zang, gitaar en toetsen
- Bob Berberich, drums en zang
- George Daly, bas, tot en met 1971
- Bob Gordon, bas, vanaf 1971
- Tom Lofgren, gitarist, vanaf 1973

## Discografie
Albums
| Jaar | album                 | opmerkingen         |
| ---- | --------------------- | ------------------- |
| 1971 | Grin                  | nr. 192 (Billboard  |
| 1972 | 1+1                   | nr. 180 (Billboard) |
| 1973 | All out               | nr. 186 (Billboard) |
| 1973 | Gone crazy            | -                   |
| 1976 | The best of Grin      | nadien uitgebracht  |
| 1999 | The very best of Grin | nadien uitgebracht  |
| 2007 | 1+1/All out           | nadien uitgebracht  |

Singles
| Jaar | album                                     | opmerkingen        |
| ---- | ----------------------------------------- | ------------------ |
| 1970 | We all sung together                      | -                  |
| 1971 | Everybody's missin' the Sun               | -                  |
| 1971 | If I were a song / See what a love can do | -                  |
| 1971 | Direction                                 | -                  |
| 1971 | White lies                                | nr. 75 (Billboard) |
| 1971 | End unkind                                | -                  |
| 1973 | Ain't love nice (promo)                   | -                  |
| 1973 | You're the weight                         | -                  |
| 2012 | Grin (12")                                | nadien uitgebracht |